# Nokia 150
Il Nokia 150 è un feature phone della Nokia prodotto, nella prima versione, da gennaio 2017, e nella seconda da maggio 2020.

## Caratteristiche tecniche

### Versione del 2017
Il Nokia 150 è un classico telefono cellulare con form factor candybar, misura 118 x 50.2 x 13.5 millimetri, pesa 81 grammi, è costruito in policarbonato ed è presente in due colorazioni (bianco e nero). Lo schermo è un TFT a 65.000 colori, da 2,4 pollici di diagonale e con una risoluzione di 240 x 320 pixel. Non è sensibile al tocco. Ha connettività GSM, GPRS, EDGE e Bluetooth 3.0, soli 4 MB di RAM e altrettanti di memoria interna espandibile con microSD, le sue funzionalità si limitano principalmente ad inviare e ricevere chiamate (anche registrabili), SMS e foto e video con la fotocamera VGA, sono presenti inoltre torcia, radio FM, orologio digitale, calcolatrice, convertitore, il gioco Snake in versione Xenzia, calendario e lettore MP3. È presente l'ingresso per jack audio da 3.5 mm e l'ingresso microUSB per la ricarica della batteria agli ioni di litio BL-5C removibile da 1020 mAh che alimenta il dispositivo. Quest'ultima ha una durata dichiarata in chiamata fino a 22 ore ed in standby fino a 31 giorni. Il Nokia 150 è presente sia in versione mono-SIM che dual SIM.

### Versione del 2020
Il Nokia 150 (2020) è la versione "aggiornata" del Nokia 150, commercializzata a maggio 2020. Misura 132 x 50.5 x 15 millimetri, pesa 90.5 grammi, la parte anteriore è in vetro mentre il frame laterale ed il retro sono in plastica. Ha un design rivisto e più smussato rispetto al predecessore, dal quale differisce anche per la presenza di un'antenna radio integrata, di tre colorazioni (ciano, rosso e nero) e di tre giochi preinstallati, tra cui Snake.

### Nokia 125
Insieme al Nokia 150 (2020) è stato presentato anche il Nokia 125, versione ancora più economica che differisce dal 150 (2020) per l'assenza di fotocamera, slot microSD e Bluetooth.